# Gare de Roanne-Coo
Ne doit pas être confondu avec Gare de Roanne ou Gare de Coo.
La gare de Roanne-Coo est une gare ferroviaire belge désormais disparue de la ligne 42, de Rivage à Gouvy-frontière, située sur le territoire de la commune de Stoumont, en Région wallonne dans la province de Liège.
Elle est mise en service en 1890 par les Chemins de fer de l'État belge et est désormais fermée.

## Situation ferroviaire
La gare de Roanne-Coo se trouvait entre la gare de Stoumont (fermée) et la halte de Coo (ouverte).

## Histoire
La station de Roanne-Coo est mise en service 1er juillet 1890 par les Chemins de fer de l'État belge, lorsqu'ils ouvrent à l'exploitation la section de Stoumont à Trois-Ponts de la ligne de l’Amblève.
Le 3 janvier 1891, une halte est mise en service à Coo. Fermée à plusieurs reprises, elle est rouverte pour de bon en 1988.
Entretemps, en 1978, la SNCB mit fin à la desserte de la gare de Roanne-Coo.

### Bâtiment de la gare
Les dix gares de la nouvelle section entre Rivage et Trois-Ponts étaient du même modèle et appartiennent à une série identique érigée uniquement sur la ligne de l'Amblève.
Il s'agit d'un bâtiment conforme aux directives de 1880 avec :
- une aile basse à toit sous bâtière de 5 ou 7 travées servant de salle d'attente, de salle des pas perdus et (parfois) de magasin pour les colis
- un corps central de deux étages sous bâtière servant de bureau, de guichet et de logement de fonction pour le chef de gare
- une aile de service à toit plat abritant la cuisine, la buanderie et la toilette

Les gares de la ligne de l'Amblève sont construites en pierre locale avec de la pierre bleue pour les soubassements, les consoles des fenêtres du premier étage, les dés qui ornent l'angle et le centre de chaque ouverture et l'ornement des pilastres d'angle.
Les pignons sont ornés d'une frise de pierre et ceux du corps central possèdent une paire de fenêtres géminées avec des dés de pierre bleue.
La gare de Roanne-Coo possédait une aile basse de sept travées disposée à droite du corps central et le magasin à colis était disposé dans cette aile.

### Installations
Elle disposait de deux voies à quai pour les voyageurs et le transit des trains et d'une petite cour à marchandises.
Le magasin à colis étant disposé dans une aile de la gare, il n'y a donc pas eu de halle à marchandises.
Du temps où les gares de Roanne-Coo et de Coo ont coexisté, le déchargement des marchandises se faisait à Roanne-Coo.

### Fermeture
Du fait d'une desserte trop faible, la SNCB ferma plusieurs gares de la ligne. Celle de Coo vit s'arrêter son dernier train en 1978.
Le bâtiment de la gare, inutilisé, a été rasé en 1981.